# ルイス・J・ガルシア
ルイス・ホセ・ガルシア（Luis José García、2000年10月1日 - ）は、 ドミニカ共和国サン・ペドロ・デ・マコリス州サンペドロ・デ・マコリス出身のプロ野球選手（内野手）。右投両打。MLBのデトロイト・タイガース傘下所属。

## 経歴

### プロ入りとフィリーズ傘下時代
2017年7月にフィラデルフィア・フィリーズと契約してプロ入り。
2018年、傘下のルーキー級ガルフ・コーストリーグ・フィリーズでプロデビュー。43試合に出場して打率.369、1本塁打、32打点、12盗塁を記録した。
2019年はA級レイクウッド・ブルークロウズでプレーし、127試合に出場して打率.186、4本塁打、36打点、9盗塁を記録した。
2020年は新型コロナウイルスの影響でマイナーリーグの試合が開催されなかったため、公式戦の出場は無かった。
2021年はA-級クリアウォーター・スレッシャーズとA+級ジャージーショア・ブルークロウズでプレーし、2球団合計で 103試合に出場して打率.243、13本塁打、50打点、15盗塁を記録した。オフの11月19日にルール・ファイブ・ドラフトでの流出を防ぐために40人枠入りした。
2022年はA+級ジャージーショアとA級クリアウォーターの2球団合計で後述の移籍まで48試合に出場したが、打率.167と低迷した。9月4日にDFAとなった。

### タイガース傘下時代
2022年9月6日にウェイバー公示を経てデトロイト・タイガースに移籍した。

## プレースタイル
遊撃守備でのフットワークの良さと機敏さを売り物としており、肩も強い。